# Tala Ashe
Tala Ashe, właśc. Tala Ashrafi (ur. 24 lipca 1984 w Teheranie) – amerykańsko-irańska aktorka, która wystąpiła m.in. w serialu Legends of Tomorrow.

## Filmografia
| Rok     | Tytuł                        | Rola            | Uwagi          |
| ------- | ---------------------------- | --------------- | -------------- |
| 2008    | Waiting in Beijing           | Nadia           | film           |
| 2008    | Prawo i porządek             | Madison         | 1 odcinek      |
| 2008    | As the World Turns           | Ameera Ali Aziz | 26 odc.        |
| 2011    | Law & Order: Criminal Intent | Rebecca Landon  | 1 odc.         |
| 2012    | Smash                        | R.J. Quigley    | 6 odc.         |
| 2015    | American Odyssey             | Anna Stone      | 7 odc.         |
| od 2017 | Legends of Tomorrow          | Zari            | w gł. obsadzie |